# Marcel Queheille
Marcel Queheille, né le 16 mars 1930 à Sauguis, et mort le 17 juillet 2021 à Oloron-Sainte-Marie, est un coureur cycliste français. 
Il participe à plusieurs tours de France dans les années 1950 et au début des années 1960. Il remporte notamment l'étape Bordeaux-Bayonne en 1959. Autre performance, et non des moindres, entre 80 et 90 ans, il gravissait encore plus de 70 cols pyrénéens annuellement.

## Palmarès
- Amateur
  - 1953-1955 : 18 victoires

- 1956
  - G.P. Martini à Pau
  - Ronde des Champions à Tarbes
  - 3e étape du Marché de la Volaille
  - 2e de la Route de France
  - 2e de la Ronde des Espoirs à Mauléon
  - 3e du Tour de Dordogne

- 1957
  - 2e du Circuit d'Aquitaine

- 1959
  - 3e étape du Critérium du Dauphiné libéré
  - 9e étape du Tour de France
  - 2e du Tour de l'Aude

- 1960
  - 2e de la Polymultipliée
  - 2e du Grand Prix du Midi libre

- 1962
  - 4e étape du Circuit d'Aquitaine

## Résultats sur les grands tours

### Tour de France
4 participations
- 1957 : 30e
- 1959 : 26e, vainqueur de la 9e étape
- 1960 : 50e
- 1961 : 21e

### Tour d'Espagne
3 participations
- 1961 : 26e
- 1962 : hors délais (2e étape)
- 1963 : non-partant (9e étape)